# Somos Escuque Fútbol Club
El Somos Escuque Fútbol Club es un equipo de fútbol venezolano, establecido en la población de Escuque, en el estado Trujillo, fundado en 2010. Disputa sus partidos como local desde la temporada 2013-2014 en el Estadio José Alberto Pérez, de Valera, con capacidad para 25.000 espectadores.

## Historia
La Escuela de Fútbol Menor "Somos Escuque" comenzó participando en torneos a nivel estadal, con 3 categorías. Ya para el año 2012, contaba con categorías desde la Sub-12, hasta la Sub-20. Con el apoyo monetario de la alcaldía del municipio Escuque, se decide emprender el camino hacia el ámbito profesional, comenzando en la Tercera División de Venezuela. El sábado 16 de febrero de 2013, en las instalaciones del estadio "Federico Becker" se llevó a cabo el acto de presentación del equipo que participaría en el venidero torneo de Tercera División, sería el comienzo de la historia para el equipo trujillano en los torneos profesionales organizados por la FVF.

## Participación en los Torneos Profesionales de FVF
Somos Escuque FC hizo su debut en la Tercera División Venezolana 2012/13, en el Clausura 2013, donde quedó encuadrado en el Grupo Occidental junto a rivales que también debutaban en la categoría como Deportivo JBL del Zulia y Atlético La Fría FC. El partido debut para el cuadro escuqueño fue un empate a 1 gol, en la ciudad de Maracaibo ante el mencionado Deportivo JBL del Zulia; culminó el semestre de debut en la tercera categoría del balompié venezolano en la cuarta casilla de su grupo, con 12 puntos producto de 3 victorias, 3 empates y 4 derrotas.
La Tercera División Venezolana 2013/14 comenzó con el Apertura 2013, donde el equipo formó parte del Grupo Occidental I, junto a la filial del Deportivo Táchira, proveniente de la Segunda División de Venezuela, Deportivo Táchira B, y rivales a los que se había enfrentado en el torneo anterior: Atlético La Fría FC, Fundación Deportivo El Vigía, y Deportivo JBL del Zulia. Fue en la Jornada 3 del torneo, donde el cuadro trujillano recibió la goleada más abultada en su corta historia, tras caer derrotados 5-0 ante el Deportivo Táchira B; finalizó el torneo en la quinta posición de su grupo con 09 unidades en 10 partidos disputados, obteniendo 3 victorias a lo largo de todo el semestre. Forma parte del Grupo Occidental II en el Clausura 2014, culminando el mismo en la quinta posición, sumando un total de 11 puntos, y un abultado diferencial de goles negativo (-13).
Tras no competir en el Apertura 2014, toma parte en el Clausura 2015, donde comparte grupo con otros 7 rivales. Finaliza en la sexta casilla con 16 unidades en 14 partidos, siendo ésta, hasta el momento, su última incursión en la escala profesional del balompié venezolano.

## Palmarés
Temporadas en la Primera División: 0.
Temporadas en la Segunda División: 0.
Temporadas en la Tercera División: 3. (Clausura 2013, 2013-2014, Clausura 2015)